# Pietro-Battista Farinelli da Falconara
Pietro-Battista Farinelli de Falconara (Falconara, 1844 - Roma, 1915) fou un compositor religiós italià. Professà en l'Orde el 1865 i per espai de molts anys fou organista de l'església de Sant Antoni a Roma. Reputat com un dels millors compositors sagrats del seu temps, entre les seves obres ca mencionar per la seva importància: La Settimana Santa (1902), Messa solenne, a 12 veus, mixta o Missa Pii Papae X (1904). El Pontífex li va escriure una carta laudatòria, fent constar que la composició musical, a més del seu extraordinari mèrit artístic, estava molt conforme amb les prescripcions del Motu proprio del Papa sobre la reforma de la música sagrada i eminents crítics la jutjaren com un capolaboro, en el seu gènere;
- All Im Conc,
- Inno delle Figlie di Maria nel faust,
- Cinqu. del Dogme (1904).
- Il Cantico di fratte Sole di S. Francesco (1912).
- Carme Secolare (1913), amb ocasió del jubileu constantinià; aquests dos últims de sobirana inspiració.